# Афінія Геміна Бебіана
Афінія Геміна Бебіана (лат. Afinia Gemina Baebiana, III ст. ) — дружина римського імператора Требоніана Галла.

## Життєпис
Про родину, батьків, дату та місце народження Афінії немає відомостей. Вона вийшла заміж за Гая Вібія Требоніана Галла задовго до того, як він обійняв імператорський трон. Після отримання у 251 році влади Требоніан не надав Афінії титулу Августи (або вони були вже розличені, або за інших невідомих причин). Мала від нього сина Волусіана та доньку Вібію Галлу. Про життя Афінії після 253 року (загибелі Требоніана й сина) немає відомостей.